# Сушківська сільська рада (Уманський район)
Су́шківська сільська́ ра́да — адміністративно-територіальна одиниця та орган місцевого самоврядування в Уманському районі Черкаської області. Адміністративний центр — село Сушківка.

## Загальні відомості
- Населення ради: 1 459 осіб (станом на 2001 рік)

## Населені пункти
Сільській раді підпорядковані населені пункти:
- с. Сушківка
- с. Заячківка

## Склад ради
Рада складається з 16 депутатів та голови.
- Голова ради: Діхтяренко Валентин Миколайович
- Секретар ради: Токар Лариса Григорівна

### Керівний склад попередніх скликань
| Прізвище, ім'я, по батькові     | Основні відомості                                                 | Дата обрання | Дата звільнення |
| ------------------------------- | ----------------------------------------------------------------- | ------------ | --------------- |
| Діхтяренко Валентин Миколайович | Сільський голова, 1967 року народження, освіта вища, безпартійний | 26.03.2006   | 31.10.2010      |
| Діхтяренко Валентин Миколайович | Сільський голова, 1967 року народження, освіта вища, безпартійний | 31.10.2010   |                 |

Примітка: таблиця складена за даними сайту Верховної Ради України

### Депутати
За результатами місцевих виборів 2010 року депутатами ради стали:

#### За суб'єктами висування
| Суб'єкт висування | Кількість обраних депутатів | %    |
| ----------------- | --------------------------- | ---- |
| Партія регіонів   | 15                          | 93,8 |
| Самовисування     | 1                           | 6,3  |

#### За округами
| № округу        | Прізвище, ім'я, по батькові       | Дата визнання обраним | Освіта             | Партійна приналежність | Відомості про обраного депутата                                                        |
| --------------- | --------------------------------- | --------------------- | ------------------ | ---------------------- | -------------------------------------------------------------------------------------- |
| Партія регіонів |                                   |                       |                    |                        |                                                                                        |
| 1               | Парокінна Світлана Володимирівна  | 31.10.2010            | середня            | позапартійна           | Уманський районний територіальний цент соціального обслуговування, соціальнийпрацівник |
| 2               | Любченко Валентина Леонтіївна     | 31.10.2010            | середня            | позапартійна           | Сушківська загальноосвітня школа, завгосп                                              |
| 3               | Білоусюк Олександр Володимирович  | 31.10.2010            | середня            | позапартійний          | тимчасово не працює                                                                    |
| 4               | Нетупський Василь Григорович      | 31.10.2010            | середня            | позапартійний          | пенсіонер                                                                              |
| 5               | Гриненко Руслан Васильович        | 31.10.2010            | середня            | позапартійний          | ТОВ «Аверс-тех», машиніст                                                              |
| 6               | Мельник Дмитро Вікторович         | 31.10.2010            | середня            | член Партії регіонів   | тимчасово не працює                                                                    |
| 7               | Нікулін Анатолій Олександрович    | 31.10.2010            | середня            | член Партії регіонів   | тимчасово не працює                                                                    |
| 8               | Токар Лариса Григорівна           | 31.10.2010            | середня            | позапартійна           | Сушківська сільська рада, секретар                                                     |
| 9               | Гордеєва Алла Анатоліївна         | 31.10.2010            | середня            | позапартійна           | Сушківська сільська радаДНЗ «Незабудка», помічник вихователя                           |
| 10              | Даценко Микола Пилипович          | 31.10.2010            | вища               | член Партії регіонів   | пенсіонер                                                                              |
| 11              | Коновченко Олег Олексійович       | 31.10.2010            | середня            | позапартійний          | тимчасово не працює                                                                    |
| 12              | Бондарець Валентина Станіславівна | 31.10.2010            | середня            | позапартійна           | Сушківська сільська рада, Лікарська амбулаторія, бухгалтер                             |
| 13              | Даценко Олексій Семенович         | 31.10.2010            | вища               | позапартійний          | пенсіонер                                                                              |
| 14              | Григорснко Володимир Миколайович  | 31.10.2010            | вища               | член Партії регіонів   | ГОВ «Агро віт», керуючий відділком                                                     |
| 15              | Мусієнко Сергій Іванович          | 31.10.2010            | середня            | член Партії регіонів   | тимчасово не працює                                                                    |
| Самовисування   |                                   |                       |                    |                        |                                                                                        |
| 16              | Туз Іван Вікторович               | 10.01.2011            | середня спеціальна | позапартійний          | тимчасово не працює                                                                    |